# 交響曲K.96
交響曲 ハ長調 『第46番』K.96/111b は、ヴォルフガング・アマデウス・モーツァルトが1771年にミラノで作曲したであろうと考えられる交響曲。

## 概要
アルフレート・アインシュタインはケッヘル目録を改定する中で、この交響曲は1771年の10月から11月にかけてミラノにて作曲され、メヌエットが後から追加されたという説を提唱した。自筆譜が失われているため、この作品が真作であるか否かは不明確である。作曲年の推定にも大きな幅があり、1770年から1775年の間となっている。
『旧モーツァルト全集』（1879年-1882年刊行）では、41曲の番号付き交響曲に1番から41番までの番号を割り当てた。番号なしの交響曲（1910年まで『旧モーツァルト全集』の補遺として出版された中に含まれていたK.96などの作品群）は、交響曲第41番（1788年作曲）よりも以前の作曲年でありながらも、42番から56番までの番号が振られることがある。この採番法において本作は第46番となる。

## 楽器編成
オーボエ2、ホルン2、トランペット2、ティンパニ、弦楽合奏。
当時のオーケストラではファゴットとハープシコードが使用可能な場合は、通奏低音として働き低音の動きを増強するために管弦楽に用いられるのが一般的であった。

## 楽曲構成
全4楽章で構成される。演奏時間は約15分。
第1楽章 Allegro 4/4拍子 ハ長調
第2楽章 Andante 6/8拍子 ハ短調
第3楽章 Menuetto 3/4拍子 ハ長調
第4楽章 Molto allegro 2/4拍子 ハ長調